# Fiat G.91Y
De Fiat G.91Y, ook Aeritalia G.91Y genoemd, was een Italiaanse straaljager gebouwd door Fiat. Het was een versie van de Fiat G.91 met dubbele motoren, en was vooral bedoeld voor tactische ondersteuning.
Op 27 december 1965 startte in Turijn een Italiaanse straaljager voor zijn eerste vlucht. Dit toestel was de Fiat G.91Y, waarvan er 55 werden gebouwd. De nieuwe straaljager werd gekenmerkt door het feit dat twee motoren zijn ingebouwd van het type General Electric J85-13. Er kwam ook een tweepersoonsuitvoering van de nieuwe straaljager in ontwikkeling, die de G.91YT werd genoemd.
Het toestel werd gebruikt door de Italiaanse luchtmacht. Ook de Koninklijke Luchtmacht van Nederland heeft voor de Fiat G.91Y grote belangstelling gehad, omdat het toestel als opvolger van de Republic F-84 Thunderstreak in aanmerking kwam, maar de keus viel op de Northrop F-5.